# العلاقات الألمانية التشيلية
العلاقات الألمانية التشيلية هي العلاقات الثنائية التي تجمع بين ألمانيا وتشيلي.

## مقارنة بين البلدين
هذه مقارنة عامة ومرجعية للدولتين:
| وجه المقارنة                                              | ألمانيا                                                                              | تشيلي                         |
| --------------------------------------------------------- | ------------------------------------------------------------------------------------ | ----------------------------- |
| المساحة (كم2)                                             | 357.41 ألف                                                                           | 756.10 ألف                    |
| عدد السكان (نسمة)                                         | 81.29 مليون                                                                          | 17.37 مليون                   |
| الكثافة السكانية (ن./كم²)                                 | 227.44                                                                               | 22.97                         |
| العاصمة                                                   | بون، برلين                                                                           | سانتياغو                      |
| اللغة الرسمية                                             | اللغة الألمانية                                                                      | اللغة الإسبانية               |
| العملة                                                    | يورو، مارك ألماني                                                                    | بيزو تشيلي، وحدة حساب تشيلية ‏ |
| الناتج المحلي الإجمالي (بليون دولار)                      | 3.68 تريليون                                                                         | 277.08 مليار                  |
| الناتج المحلي الإجمالي (تعادل القوة الشرائية) بليون دولار | 3.92 تريليون                                                                         | 419.39 مليار                  |
| الناتج المحلي الإجمالي الاسمي للفرد دولار أمريكي          | 41.31 ألف                                                                            | 13.42 ألف                     |
| الناتج المحلي الإجمالي للفرد دولار أمريكي                 | 46.40 ألف                                                                            | 22.07 ألف                     |
| مؤشر التنمية البشرية                                      | 0.926                                                                                | 0.832                         |
| رمز المكالمات الدولي                                      | +49                                                                                  | +56                           |
| رمز الإنترنت                                              | .de                                                                                  | .cl                           |
| المنطقة الزمنية                                           | توقيت وسط أوروبا، ت ع م+01:00، ت ع م+02:00، توقيت أوروبا الوسطى المعياري (ت غ م +1) ‏ | 00، 00، 00، 00                |

## مدن متوأمة
في ما يلي قائمة باتفاقيات التوأمة بين مدن ألمانية وتشيلية:
- ترتبط كالاو مع فالديفيا باتفاقية توأمة.
- ترتبط هامبورغ مع فالديفيا باتفاقية توأمة منذ 1987.

## منظمات دولية مشتركة
يشترك البلدان في عضوية مجموعة من المنظمات الدولية، منها:
| علم المنظمة | اسم المنظمة                               | تاريخ انضمام ألمانيا | تاريخ انضمام تشيلي |
| ----------- | ----------------------------------------- | -------------------- | ------------------ |
|             | مؤسسة التمويل الدولية                     | 20 يوليو 1956        | 15 أبريل 1957      |
|             | منظمة حظر الأسلحة الكيميائية              | 29 أبريل 1997        | ?                  |
|             | يونسكو                                    | 11 يوليو 1951        | 7 يوليو 1953       |
|             | الاتحاد الدولي للاتصالات                  | 1866                 | 1908               |
|             | الأمم المتحدة                             | 18 سبتمبر 1973       | 24 أكتوبر 1945     |
|             | المنظمة الهيدروغرافية الدولية             | ?                    | ?                  |
|             | منظمة الشرطة الجنائية الدولية             | ?                    | ?                  |
|             | البنك الدولي للإنشاء والتعمير             | 14 أغسطس 1952        | 31 ديسمبر 1945     |
|             | الاتحاد البريدي العالمي                   | 1 يوليو 1875         | ?                  |
|             | مؤسسة التنمية الدولية                     | 24 سبتمبر 1960       | 30 ديسمبر 1960     |
|             | منظمة التعاون الاقتصادي والتنمية          | 27 سبتمبر 1961       | ?                  |
|             | الفريق المعني برصد الأرض                  | ?                    | ?                  |
|             | منظمة التجارة العالمية                    | ?                    | ?                  |
|             | المركز الدولي لتسوية المنازعات الاستشارية | 18 مايو 1969         | 24 أكتوبر 1991     |
|             | وكالة ضمان الاستثمار متعدد الأطراف        | 12 أبريل 1988        | 12 أبريل 1988      |

## وصلات خارجية
- موقع وزارة الخارجية الألمانية
- موقع وزارة الخارجية التشيلية